# Maurizia Aldeiturriaga
Maurizia Aldeiturriaga Zabala (Ceberio, España;  22 de septiembre de 1904-19 de mayo de 1988) fue una panderetera vizcaína.

## Biografía
Nacida en el barrio de Egia de Ceberio, aprendió desde niña a tocar la pandereta y a improvisar coplas. Su padre Frantzisko y su hermano mayor también tocaban la pandereta. El primer profesor de Maurizia fue su tío Kalisto. Lo que había aprendido de él lo cultivaba los domingos por la tarde encerrado en su cuarto. A los nueve años trabajó como criada doméstica en Basurto, en la casa de un tratante de ganado. Después de pasar allí cerca de tres años, volvió de nuevo a Ceberio y comenzó a trabajar en la fábrica de hilos de Ugao. 
Maurizia comenzó a tocar en las plazas del pueblo en días y fiestas con tan sólo doce años, junto con Joakín Goti, José Rotaetxea y Juan Txapel.Conoció a Benantzio Bernaola (Karakol) a los 17 años tocando la pandereta y cantando canciones antiguas. A Maurizia le gustó la forma viva de interpretar a Benantzio y sugirió que comenzaran a tocar. Inicialmente, fueron tan solo un dúo musical, más tarde Benantzio también se convirtió en esposo.
Tras casarse mantuvieron el mismo estilo de vida, tocando música en los días festivos y trabajando duro el resto del día: Maurizia en la granja de su baserri y su esposo, en la fábrica. Durante la guerra civil se interrumpió su actividad musical, Benantzio fue encarcelado durante tres años, y el dúo se vio forzado a abandonar temporalmente la pandereta y el acordeón. Con el paso de los años empezaron a tocar de nuevo. Más tarde, formaron un trío musical junto con su vecino Leon Bilbao, quien tocaba el albogue o alboka.
Más adelante, Benantzio, que padecía una enfermedad cardíaca, tuvo que abandonar la actividad musical y fue reemplazado como trikitilari por Fasio Arandia. A partir de 1964, Maurizia, Leon y Fasio comenzaron juntos una carrera musical que duraría veinte años. Tras la muerte de Fasio, este fue sustituido por el acordeonista, panderetista y trikitilari Basilio Undagoitia.
Maurizia falleció el 19 de mayo de 1988. Hasta entonces sin descansó se hubo dedicado a la actividad musical cantando y tocando el pandero.

## Estilo y repercusión
Solía quemar algunas páginas del periódico antes de la actuación, con cuyo calor poner a punto la piel de la pandereta. 
Su forma enérgica de cantar fue la característica principal de la música de Maurizia. La voz de Maurizia era salvaje, primitiva y, sobre todo; poderosa. Solía comenzar las canciones con un tono grave que después elevaba una octava para rematar la canción.
Siempre usaba ropa tradicional para ir a cualquier parte, también como para grabar en el estudio. Así lo recuerdan tanto Juan Mari Beltrán como Ruper Ordorika en los días en que grababa con ellos.
Maurizia cautivó también a los jóvenes de la nueva generación de músicos vascos. Para muchos jóvenes músicos vascos del movimiento punk como Josu Zabala de Hertzainak o Fermin Muguruza de Kortatu, la forma libre de cantar de Maurizia se convirtió en un modelo.Maurizia llegó a colaborar con varios de ellos en sus discos, como en la canción Tolosa, iñauteriak, del primer álbum de Kortatu.

## Aupa Mauriza!
Una característica de las actuaciones de Maurizia eran los gritos de ánimo que ocasionalmente se dirigía a ella misma. Así explicó ella el porqué de esta costumbre:

- Maurizia.

- ¿Qué, Teodora?

- Mucha gente me ha preguntado por qué dices "Aupa, Maurizia" cuando tocas en las plazas. Y la verdad es que yo tampoco sé por qué.

- Teodora, ¡eso tiene fácil respuesta! Yo misma les animo a Leon y a Fasio, ¿pero a mí quién me va a animar? Leon no puede hablar mientras toca la alboka... ¡y Fasio es tartaja! ¿Cuál de los dos me va a animar pues a mí?

- ¡Pues sí!

- Por eso mismo me digo a mí misma: "Aupa Maurizia!".

## Discografía
- ARRATIA. Herri Musika Sorta 15. LP. Edigsa, 1976.
- Herrikoa musika. LP Movie Play, 1977.
- Bai euskarari jaialdia. 1978-6-17 San Mames.
- Alboka eta Trikitixa. Leon Maurizia eta Fasio LP. - Xoxoa, 1979.
- Euskal Herriko soinu-tresnak. LP eta kasetea, Kea, 1985.
- Maurizia Leon eta Basilio LP. Elkar, 1988.
- Maurizia, Leon eta Basilio CD Elkar-Triki 95